# IL3RA
Рецептор интерлейкина 3, субъединица альфа (низкой аффинности) (англ. Interleukin 3 receptor, alpha (low affinity), IL3Rα, IL3RA; CD123) — белок, субъединица рецептора интерлейкина 3, продукт гена человека IL3RA

## Функции
Белок IL3Rα — субъединица рецептора интерлейкина 3, гетеродимерного цитокинового рецептора. Рецептор состоит из α-субъединицы, специфической для лиганда, и β-субъединицы (CD131), передающей сигнал, причём β-субъединица входит в состав комплексного рецептора не только интерлейкина 3, но и рецепторов таких цитокинов, как ГМ-КСФ и интерлейкин 5. Связывание интерлейкина 3 зависит от бета-субъединицы, которая активируется при связывании с лигандом и определяет биологическую активность цитокина.

## Взаимодействия
IL3Rα взаимодействует с интерлейкином 3.

## Структура
Белок состоит из 378 аминокислот, молекулярная масса 43,3 кДа. Альтернативный сплайсинг приводит к образованию 2 изоформ.